# Ходок

Ходок (хідник) — горизонтальна або похила гірнича виробка, яка не має безпосереднього виходу на земну поверхню, розташована паралельно похилу чи бремсберґу і служить для допоміжних процесів та механізованої доставки людей (такі ходки називають людськими). Ходки для транспорту вантажів (матеріали, обладнання) називають вантажними. Ходки комбінованого призначення - вантажолюдськими. Використовуються також для вентиляції.
Хідники проходять паралельно бремсберґу чи похилу на відстані 20-30 м від них. X. наз. також виробки,
проведені по корисній копалині в навколоштрековому цілику,
які з’єднують штрек з експлуатаційною камерою.
Приклад хідників у комплексі виробок головного
водовідливу показано на рис. Камера головного водовідливу
має два хідники, з яких один горизонтальний, а інший похилий
(водотрубний), по якому прокладаються й виводяться в
клітьовий ствол водовідливні постави. Водотрубний хідник
примикає до ствола на висоті не нижче як на 7 м від рівня
підлоги насосної камери, котра, у свою чергу, відповідно до
вимог ПБ повинна бути влаштована на 0,5 м вище за підошву
приствольного двору. Оскільки рівень підошви приствольного двору змінний (різниця висот може сягати 1,5 м і
більше), що викликає відому невизначеність, проектні
інститути приймають за вхідний рівень головок рейок
приствольного двору в місці сполучення його зі стволом, по
якому прокладені водовідливні постави. Кут нахилу хідника
повинен бути не більше за 30°. Він обладнується рейковим
шляхом. Для зручності робіт із прийому насосів і двигунів у
місці сполучення хідника зі стволом обладнується горизонтальний майданчик із поворотною плитою. На майданчику
встановлюється електрична лебідка для спуску й підйому вантажів хідником. У горизонтальному хіднику встановлюються металеві ґрати й герметичні двері для ізоляції насосної камери при проривах води.